# Skallmeja församling
Synnerby församling var en församling i Skara stift och i Skara kommun. Församlingen uppgick 2006 i Ardala församling.

## Administrativ historik
Församlingen har medeltida ursprung.
Församlingen var före 1545 i pastorat med Sankt Pers församling som moderförsamling. Från 1545 till 1551 annexförsamling i pastoratet Synnerby och Skallmeja. Från 1551 till 1962 annexförsamling i pastoratet Synnerby, Skallmeja och Gerum som före 1575 även omfattade Skånings-Åsaka församling. Från 1962 till 1992 moderförsamling i pastoratet Synnerby, Skallmeja, Västra Gerum, Marum och Vinköl. Från 1992 till 2002 annexförsamling i pastoratet Synnerby, Skallmeja, Vinköl och Marum-Gerum. Församlingen ingick mellan 2002 och 2006 i Skara pastorat och uppgick 2006 i Ardala församling.

## Kyrkor
- Skallmeja kyrka